# Дрофиные
Дрофи́ные (лат. Otididae) — семейство крупных наземных птиц родом из Старого Света, единственное в отряде дрофообра́зных (Otidiformes). Включает 26 видов и 12 родов.
Традиционно дрофиных относили к отряду журавлеобразных, а позже на основании молекулярных данных выделили в самостоятельный отряд. Их ближайшими родственниками оказались кукушковые (время разделения оценивается примерно в 60—50 млн лет назад), а более далёкими — тураковые; эти три группы образуют кладу Otidimorphae.
Предполагают, что дрофиные возникли в Африке (именно на этом континенте они дали в первой половине третичного периода значительную адаптивную радиацию). Древнейшие надёжно идентифицированные ископаемые остатки дрофиных относятся к плиоцену Евразии и Северной Африки; есть и сомнительные находки миоценового возраста.

## Распространение
Все виды за исключением одного населяют степи, саванны и полупустыни Африки, Азии и южной Европы; один вид австралийская большая дрофа (Ardeotis australis) обитает в Австралии и Новой Гвинее. 16 видов дрофиных живут исключительно в тропическом поясе Африки, ещё 2 временами появляются в северной её части.
Большинство предпочитает открытые пространства, где имеется хороший обзор на значительное расстояние. Некоторые африканские виды, такие как малые дрофы (Eupodotis), хохлатые дрофы (Lophotis), чернобрюхие дрофы (Lissotis) толерантны к различной древесной растительности, такой как акациевые рощи или заросли колючих кустарников; а флориканы малые (Sypheotides) и бенгальские (Houbaropsis) обычно населяют местности с высокой травой.

## Описание

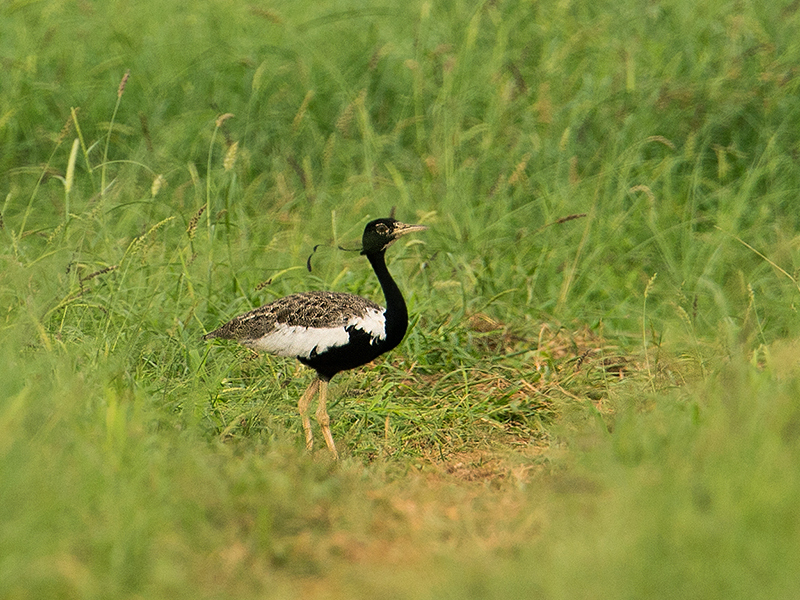
Малый флорикан

Размер и вес птиц значительно варьирует от 40 до 120 см и от 0,45 до 19 кг соответственно  (недоступная ссылка); самым крупным представителем семейства считается африканская большая дрофа (Ardeotis kori), достигающая высоты 110 см и веса до 19 кг, что делает её одной из самых массивных летающих птиц на Земле.
Телосложение крепкое. Голова относительно крупная, в верхней части слегка приплюснутая. У самцов родов дрофы (Otis), большие дрофы (Ardeotis), африканские дрофы (Neotis), чернобрюхие дрофы (Lissotis), дрофы-красотки (Chlamydotis) и бенгальские флориканы (Houbaropsis) на голове имеется перистый хохолок, который особенно хорошо заметен во время брачных игр. Клюв короткий, прямой. Шея длинная, слегка утолщённая. Крылья большие и сильные, при появлении опасности птицы чаще всего стараются улететь. Ноги длинные, с широкими и относительно короткими пальцами, на которых в нижней части имеются жёсткие мозолистые полушечки; задний палец отсутствует, что говорит об их наземном образе жизни. Самцы дрофиных крупнее самок, что более всего заметно у крупных видов — разница в их размере достигает до 1/3 длины другого пола; у более мелких видов разница менее ощутима.
Оперение преимущественно защитных оттенков: в верхней части бурое или мелко поперечно-полосатое, что хорошо сливает прижавшуюся к земле птицу с окружающей средой. В нижней части оперение различно: у видов, населяющих открытые пространства, оно зачастую белое; а при густой растительности иногда чёрное. У многих видов на крыльях имеются чёрно-белые пятна, незаметные на земле и хорошо видимые при полёте. Самцы, как правило, окрашены более ярко по сравнению с самками, по крайней мере в период размножения; исключение составляет род малые дрофы (Eupodotis), где оперение обоих полов выглядит одинаковым.

## Образ жизни
Дрофиные ведут исключительно наземный образ жизни, никогда не используя деревья или кустарники. Несколько видов, такие как дрофа (Otis tarda) или стрепет (Tetrax tetrax) собираются в стаи, причём последние живут группами в несколько тысяч особей. Виды, приспособившиеся к пустыням, такие как дрофы-красотки (Chlamydotis), живут более уединённо. Некоторые виды собираются группами только во время брачного сезона. Часто их можно увидеть среди стад пасущихся животных, где они охотятся на потревоженных насекомых и более защищены от нападения хищников.
Лишь немногие популяции ведут исключительно оседлый образ жизни, большинство же кочуют или являются перелётными птицами. Виды, размножающиеся в Азии, в зимнее время мигрируют на длинное расстояние.

## Питание
Дрофиные всеядны и имеют очень широкий диетический диапазон. Однако у большинства видов всё же преобладает растительная пища. Они употребляют молодые побеги, цветы и листья травянистых растений; раскапывают мягкие корешки; питаются плодами и семенами. Кроме того, они питаются различными насекомыми: жуками, кузнечиками и другими членистоногими. Иногда употребляют в пищу небольших позвоночных: рептилий, грызунов и т. п., не брезгуя и падалью. Птицы долгое время могут обходиться без воды, но при её наличии хорошо её пьют.

## Размножение
Период размножения обычно совпадает с сезоном обильных дождей, когда имеется изобилие пищи. При ухаживании самцы многих видов устраивают пышные демонстрации, при которых способны, взъерошивая шею, издавать впечатляющую барабанную трель, а также раздувать её наподобие воздушного шара. Маленькие виды, в особенности живущие среди высокой травы, прыгают высоко в воздух или делают небольшие перелёты так, чтобы это было заметно на расстоянии.
Как правило, длительные отношения между самкой и самцом отсутствуют, и после оплодотворения самка насиживает яйца и выводит цыплят в одиночку. Гнездо устраивается на земле, в небольшом углублении, устланном травяной растительностью. Самка откладывает 1—6 (чаще всего 2—4) яиц в течение нескольких дней. Инкубационный период различен у разных видов, но в целом длится в небольшом интервале 20—25 дней. Птенцы выводкового типа и способны покинуть гнездо уже через несколько часов после рождения.

## Классификация
Международный союз орнитологов относит к семейству 12 родов и 26 видов:
- Род Дрофы (Otis)
  - Дрофа (Otis tarda)
- Род Большие дрофы (Ardeotis)
  - Аравийская большая дрофа (Ardeotis arabs)
  - Африканская большая дрофа (Ardeotis kori)
  - Индийская большая дрофа (Ardeotis nigriceps)
  - Австралийская большая дрофа (Ardeotis australis)
- Род Дрофы-красотки (Chlamydotis)
  - Chlamydotis undulata
  - Вихляй (Chlamydotis macqueenii)
- Род Африканские дрофы (Neotis)
  - Южноафриканская дрофа (Neotis ludwigii)
  - Нубийская африканская дрофа (Neotis denhami)
  - Сомалийская африканская дрофа (Neotis heuglinii)
  - Нубийская африканская дрофа (Neotis nuba)
- Род Малые дрофы (Eupodotis)
  - Сенегальская малая дрофа (Eupodotis senegalensis)
  - Голубая малая дрофа (Eupodotis caerulescens)
- Род Heterotetrax
  - Черногорлая малая дрофа (Eupodotis vigorsii)
  - Eupodotis rueppellii
  - Бурая малая дрофа (Eupodotis humilis)
- Род Lophotis
  - Lophotis savilei
  - Lophotis gindiana
  - Краснохохлая малая дрофа (Lophotis ruficrista)
- Род Afrotis
  - Чёрная малая дрофа (Afrotis afra)
  - Бело-килевая малая дрофа (Afrotis afraoides)[7]
- Род Lissotis
  - Чернобрюхая малая дрофа (Lissotis melanogaster)
  - Суданская малая дрофа (Lissotis hartlaubii)
- Род Бенгальские флориканы (Houbaropsis)
  - Бенгальский флорикан (Houbaropsis bengalensis)
- Род Малые флориканы (Sypheotides)
  - Малый флорикан (Sypheotides indicus)
- Род Стрепеты (Tetrax)
  - Стрепет (Tetrax tetrax)